# Eddard Stark
Eddard „Ned” Stark kitalált szereplő George R. R. Martin amerikai író A tűz és jég dala című fantasy regénysorozatában, valamint annak televíziós adaptációjában, a Trónok harcában. Ned az 1996-os Trónok harca című regényben szerepel először, mint az Északon fekvő Deres tiszteletre méltó ura. Habár a szereplőt elsődleges főszereplőként jelenítik meg a regényben, sorsa a Trónok harca végén olyan váratlan fordulatot vesz, amely sokkolta mind az olvasókat, mind pedig a televíziós sorozat nézőit.
A HBO Trónok harca című televíziós sorozatában a felnőtt Nedet Sean Bean alakítja; a hatodik évadban gyermekként, illetve fiatal felnőttként Sebastian Croft, valamint Robert Aramayo formálja meg a szereplőt. Beant alakításáért Szaturnusz-díjra jelölték „Legjobb televíziós színész” kategóriában. 2012-ben a sorozat többi szereplőjével együtt Screen Actors Guild Awards jelölést kapott „Szereplőgárda kiemelkedő teljesítménye drámasorozatban” kategóriában.
A sorozat magyar nyelvű változatában a szereplő állandó szinkronhangja Kőszegi Ákos.

## Összefoglalás
A Trónok harca című 1996-os könyv alapján Ned a Stark-ház erkölcsös és tisztességes családfője, Catelyn Stark férje, akitől öt gyermeke született – Robb, Sansa, Arya, Bran és Rickon. A regény szerint továbbá Ned az apja a törvénytelen gyermeknek, Havas Jonnak és a nevelőapja Theon Greyjoynak.
Ned szándékosan távol tartja magát a királyi udvar intrikáitól és megingathatatlanul magáénak vallja és gyakorolja a hűségről és becsületről alkotott nézeteit. Ned ezen tulajdonságainak a történet folyamán egyre erősebb próbatételeken kell átesniük, amikor kulcsfontosságú szereplőként Királyvár politikai intrikáinak hálójába keveredik. Mindezek hatására elkezdi belátni, hogy kompromisszumokat kell kötnie az alapelveivel kapcsolatban és legvégül döntenie kell, hogy mi a fontosabb dolog számára: a családja biztonsága vagy a becsület.

### A szereplő elemzése
Sean Bean szerint a szereplő „jó ember, aki próbál minden tőle telhetőt megtenni az őt körülvevő korrupcióban, egy partra vetett hal. Hozzászokott ahhoz, hogy Északon, Deresben él, ahol az emberek meglehetősen őszinték és gyakorlatiasak és eljut egy olyan helyre, ahol az emberek játszmáznak és hátba döfik egymást... az elvek embere, aki próbálja egyben tartani a dolgokat. Ez számára egy utazás, mely során végül a hűsége okozza a bukását”.
1996-ban a Publishers Weekly hetilap megjegyezte, hogy az őszinte Ned Stark udvari politikába való beavatkozása ellenére „nincs annyi hősiesség vagy jó szándék a világon, amennyi irányítás alatt tudná tartani a birodalmat”. Első megjelenésétől kezdve Ned alakját nemes hősként mutatják be és a történet „szíveként” építik fel. Ned – aki nézőpontkarakterként a legtöbb (összesen tizenöt) fejezetet kapja az első regényben – főszereplőként tűnik fel és a regény fő témájául szolgáló királyvári drámát kizárólag az ő szemszögéből mesélik el. A London Review of Books című kétheti folyóiratban John Lanchester leírja, hogy minden Neddel kapcsolatos tulajdonságot (köztük erős becsületérzetét és erkölcsi iránymutatását, valamint felesége és gyermekei iránti könyörületét) úgy terveztek meg, hogy elnyerje a közönség szimpátiáját. Az olvasókkal elhitetik, hogy Ned lesz a regénysorozat főszereplője, de végül – irodalmi szempontból – nem igazi, hanem egy megtévesztésre szánt ál-főszereplő. Miután az egész regényen keresztül azon munkálkodik, hogy önmagát és a birodalmat is a helyes erkölcsi útvonalon tartsa, Ned számára az egyetlen opció családja megvédéséhez az marad, hogy félre kell tennie becsületét. Ezt ő megteszi, de mégis elárulják.
2011-ben a The New York Times – amely Ned kivégzését „sokkolónak” nevezte –, megjegyezte, hogy a regény „híres egy ugyancsak csodálatra méltó főszereplő megöléséről, akivel az olvasók leginkább azonosultak a könyvben”. Az Entertainment Weekly interjújában George R. R. Martin szerző így kommentálta Ned könyvbeli tragédiáját: 
Szinte az elejétől fogva tudtam. Nem az első naptól kezdve, de elég hamar. Sok interjúban elmondtam, hogy a történeteimet kiszámíthatatlannak szeretem. Azt szeretem, ha van bennük egy jelentősebb mértékű bizonytalanság. Megöltem Nedet az első könyvben és ez sokakat megrázott. Megöltem Nedet, mert mindenki azt gondolja, ő a hős – persze lehet, hogy bajba fog keveredni, de valahogy ki is mászik majd belőle.
David Benioff, a HBO adaptációjának ügyvezető producere és írója is elmondta az Entertainment Weekly-nek, hogy a regényben Ned halálát sokkolónak találta. „Miután olyan sok filmet megnéztél és könyvet elolvastál, tudatában vagy annak, hogy a hőst majd megmentik... Valaki eltervezett valamit, mert nem fogják tényleg levágni a hős fejét – egészen addig a pillanatig, amíg levágják a fejét. Sokkolt a dolog, aztán pedig lenyűgözött George könyörtelensége. Nehéz dolog felépíteni egy szereplőt, és olyan emlékezetessé és megkapóvá tenni, mint amilyen Ned, aztán pedig megszabadulni tőle. De ugyanakkor ez elvezet egy olyan sztorihoz, amely sokkal várakozással telibb, mert őszintén fogalmad sincs arról, hogy mi fog történni és ki marad életben.”
A Trónok harca televíziós sorozat Baelor című epizódjának kritikájában James Poniewozik azt írta a Time magazinban, hogy „Eddard Stark kivégzése döntő fontosságú a cselekmény, illetve annak témái, továbbá a későbbi események szempontjából, ugyanakkor egy metaüzenet is az olvasók felé: itt semmit ne vegyél készpénznek.” James Hibberd (Entertainment Weekly) szerint a közönség megtévesztése azzal kapcsolatban, hogy Ned a hős, majd a szereplő megölése sokkal jobbá teszi a sorozat történetét. „A nagy csavar itt nem Ned Stark halála, hanem az, hogy kik is valójában a Trónok harcának főszereplői.” Hibberd rámutat, hogy a sorozat fókuszába az új generációs vezetők kerülnek, mégpedig a Stark-gyerekek, de Daenerys és még Tyrion is. Hibberd hozzáteszi: „Ned Stark halála nem hiábavaló... Belesodorja a Stark-gyerekeket – akik mind túl fiatalok, hogy szembenézzenek ezekkel a kötelességekkel – egy olyan küzdelembe, melyben szereplőkként rákényszerülnek a gyors fejlődésre. Martin az írásaiban számos közhelyet félrehajít, de ez a lépés egy hagyományos »a hős útja« dolog, ha a gyerekeket vesszük a sztori igazi főhőseinek – csak az atyai mentor alakjának feláldozásával tudnak hőseink a saját lábukra állni.”

## Története a könyvekben

### Háttértörténet

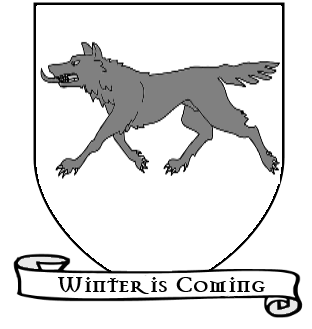
A Stark-ház címere

Eddard „Ned” Stark Rickard Starknak, Deres urának a második fia. Évekkel az első kötet cselekménye előtt a csendes és félénk fiatal Nedet a Völgy ura, Jon Arryn nevelte. Ned ekkor került szoros barátságba Arryn másik pártfogoltjával, Viharvég örökösével, Robert Baratheonnal. Robert Ned húgának, Lyannának a jegyese volt, akivel azonban a már házas koronaherceg, Rhaegar Targaryen megszökött. Ned apja és idősebb bátyja, Brandon a herceg apjához, II. Aerys Targaryenhez ment és követelte a lány szabadon engedését; az Őrült Király mindkettőjüket kivégeztette, mert meg volt róla győződve, hogy a Starkok trónbitorlóként léptek fel ellene. Ned, Robert és Arryn lázadást indított, a Ned és Catelyn Tully között megkötött házassággal megszerezték a Tully-ház támogatását.
A tridenti csatában Robert megölte Rhaeger herceget és szétszórta a Targaryen sereget. Robert a sérülése miatt átadta az irányítást Nednek, aki főváros felé vonult. Királyvárban felfedezte, hogy a Lannister-ház árulás útján már kifosztotta a várost és megölte Aerys királyt és családját. A mészárlástól megundorodva Ned elhagyta a várost és Viharvéghez vonult, hogy segítsen megvédeni az ostromlott várat. Ezután megpróbálta megmenteni haldokló húgát, Lyannát, aki utolsó szavaival megígértetett vele valamit. Ned a háborúból egy törvénytelen gyermekkel, Havas Jonnal tért vissza Deresbe, időközben elsőszülött fia és örököse, Robb Stark is megszületett.
Hat évvel Robert lázadása után Balon Greyjoy, a Vas-szigetek ura kinyilatkoztatta függetlenségét a Vastróntól. Ned segítségével Robert leverte a Greyjoyok lázadását és az egyetlen életben maradt trónörököst, Theon Greyjoyt túszként magával vitte Deresbe.

### Trónok harca
A könyv elején Catelyn tájékoztatja Nedet, hogy mentora, Jon Arryn (a Király segítője) meghalt és Robert király Nedet akarja kinevezni erre a pozícióra. Ned – aki távol kíván maradni az udvari intrikáktól – vonakodik elfogadni az ajánlatot, amíg levelet nem kap Arryn özvegyétől, aki szerint férjét a Lannisterek mérgezték meg. Ned ennek hatására elfogadja a pozíciót, hogy megvédhesse Robertet, lányaival, Sansával és Aryával Királyvárba utazik. Később titokban Catelyn is a fővárosba megy, gyermekkori barátja, Petyr „Kisujj” Baelish segítségével, hogy tájékoztassa férjét a fiuk, Bran ellen elkövetett sikertelen merényletről. Kisujj megerősíti, hogy a gyilkossági kísérlet helyszínén talált tőr Tyrion Lannisteré volt. A politikai intrikáktól megundorodva Ned lemond pozíciójáról, főleg  miután Robert meg akarja gyilkoltatni a száműzetésben lévő Daenerys Targaryent, Aerys király utolsó életben maradt gyermekét. Mindeközben Catelyn Sasfészeknél elfogatta Tyriont, megtorlásként Jaime Lannister a nyílt utcán megtámadja Nedet, aki súlyosan megsebesül, mielőtt lányaival elhagyhatná Királyvárat. Robert meglátogatja és ismét Segítőnek nevezi ki a sebesült Nedet.
Ned rájön, hogy Robertnek valójában nincsenek törvényes örökösei, mert mindannyian a királyné, Cersei Lannister és annak ikertestvére, Jaime vérfertőző kapcsolatából születtek. Ned gyanítja, hogy erre annak idején Arryn is rájött, azért kellett meghalnia. Szembesíti a tényekkel Cerseit és gyermekeivel együtt lehetőséget ad neki a száműzetésbe meneküléshez, de mielőtt Robert megtudhatná az igazságot, egy vadászbalesetben halálos sebet kap. Halálos ágyán Robert régens uralkodóként kinevezi Nedet a Birodalom védelmezőjének, amíg legidősebb fia, Joffrey el nem éri az uralkodáshoz szükséges életkort. Ned Robert testvérét, Stannis Baratheont akarja trónra juttatni, Cersei viszont túljár az eszén és az áruló Kisujj segítségével a Városi Őrséggel letartóztattatja Nedet. Miután kíséretét lemészárolták, Sansát fogságban tartják és Arya tartózkodási helye is ismeretlen, Nedet felségárulással vádolják meg. Megállapodást kötnek vele, hogy megkímélik az életét és az Éjjeli Őrséghez küldik száműzetésbe, ha elfogadja Joffreyt törvényes uralkodónak. Lányai védelme érdekében Ned nyilvánosan bevallja „árulását”, de a szadista Joffrey ezután mégis lefejezteti.

### Későbbi regények
Ned letartóztatása egymásnak ugrasztja a Stark és a Lannister seregeket, kivégzése pedig kirobbantja az Öt király háborújaként ismert polgárháborút. Tyrion Lannister később eljuttatja Ned csontjait Catelynnek, de nem tudni, hogy azok visszakerültek-e végül Deresbe

## Televíziós adaptáció

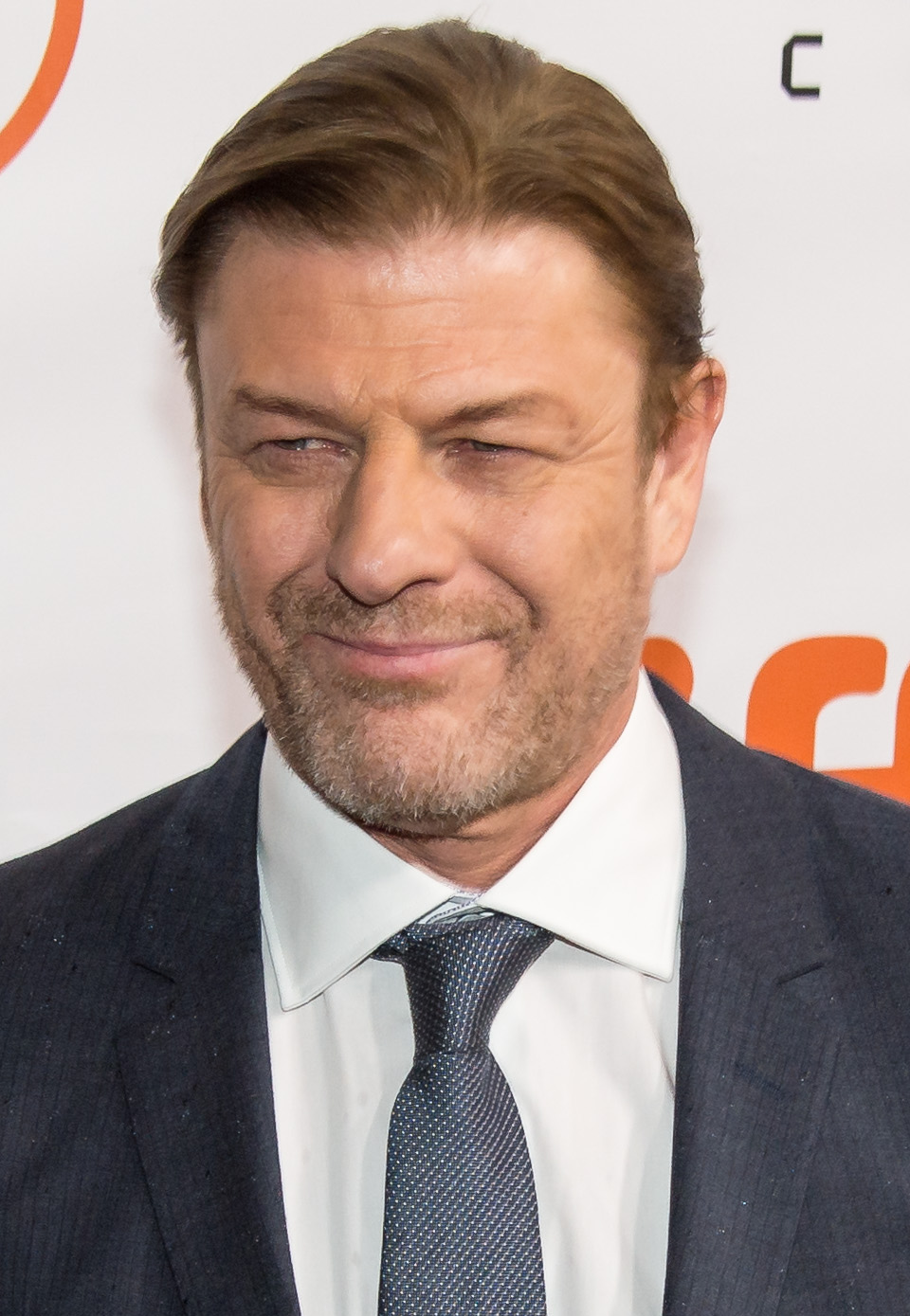
A televíziós sorozatban Sean Bean alakítja a szereplőt

A HBO 2007 januárjában szerezte meg a jogot ahhoz, hogy Martin könyvsorozatát a képernyőre adaptálja; amikor 2009-ben gyártani kezdték a próbaepizódot, Sean Bean volt az egyik legelső nyilvánosan bejelentett főszereplő. A sorozat 2011-es premierje után a The Los Angeles Times a Bean által alakított Nedet „a sorozat erős és merengő sztárjának” nevezte.

Habár méltatta a szereplő sorsát a történetben, James Hibberd (Entertainment Weekly) később hozzátette: 
Talán ez az első olyan alkalom az USA-beli drámasorozatok történetében, amelyben az egyik főszereplőt az első évad során ölik meg, egy mesterien kreatív terv keretében... ilyet egyszerűen eddig még nem csináltak. Nem adsz filmszerepet egy sztárnak, rakod ki a fényképét buszmegállókba és magazinokba a sorozatot reklámozva, veszed rá a nézőket, hogy beleinvesztáljanak a szereplő történetébe, csak azért, hogy aztán kilenc epizóddal később félredobd, mert ez kétségtelenül egy kicsivel érdekesebbé teszi a sztorit.
Hibberd megismételte a Trónok harca producereinek közleményét, mely szerint „ez a lépés drámai precedenst teremt a sorozatban: senki sincs biztonságban.” Kockázatos lépésnek nevezte, mellyel a sorozatot Bean miatt nézőket esetleg elveszíthetik, de remélhetőleg újabb nézőket is szerezhet, akiknek imponál ez a fajta merészség. 2011-ben D. B. Weiss, a sorozat vezető producere és írója az Entertainment Weekly-nek elárulta, hogy amikor társával, David Benioff-fal próbálták eladni a sorozatot a HBO-nak, a „főszereplő” Ned elkerülhetetlen halála éppen „az egyediségével imponált számukra”. Emlékeztetve arra, hogy a csatorna más sikeres sorozatokban is végzett már fontos szereplőkkel, hozzátette, hogy ez a kockázat „teljesen felfokozza a hangulatot minden olyan alkalommal, amikor egy szereplő rettenetes helyzetbe kerül, amennyiben tudatában vagy annak, hogy egy másik szereplő egy hasonló helyzetet nem élt túl.”
A HBO programigazgatója, Sue Naegle egyetértett ezzel, szerinte Ned halála építő módon vonzóbbá tette a show-t: „A könyvsorozat tele volt váratlan fordulatokkal és csavarokkal. Tetszett az ötlet, hogy összeszedjük a szereplők csoportját és amikor elkezdesz hinni az összes, hősökkel kapcsolatos toposzban, kirántod a lábuk alól a talajt. Pont ettől nem érzed magad manipulálva.” Azzal kapcsolatban, hogy a sorozat nagyobb bármelyik szereplőnél, Naegle a következőket nyilatkozta: „Sean-nak rengeteg követője van, de a Trónok harca nem csak arról az ígéretről szól, hogy hétről-hétre találkozni fogsz valamelyik kedvenc színészeddel. A sztár itt maga a sztori.” A Nedet alakító Bean szerint Ned halála az ő számára is ugyanakkora meglepetés volt, mint mindenki másnak és „a televíziós cég részéről nagyon bátor lépésnek” nevezte azt.
2012-ben alakításáért legjobb televíziós színész kategóriában kapott Szaturnusz-díj-jelölést. Szintén 2012-ben a színész a sorozat többi szereplőjével együtt Screen Actors Guild-díjra jelölték szereplőgárda kiemelkedő alakítása drámasorozatban kategóriában.
Ned Stark Vastrónon ülő alakja szerepel a 2011-ben sugárzott első évad DVD és Blu-Ray kiadásának borítóján, mely 2012 márciusában jelent meg.

### A szereplő története a sorozatban
A Trónok harca regényt viszonylag hűen követő első évadban Robert Baratheon király felkéri Eddard „Ned” Starkot, hogy vállalja el a Király segítője címet, miután mentoruk (és a király korábbi segítője) Jon Arryn váratlanul elhunyt. Ned kötelességtudóan elfogadja a címet, mivel bár nem érdekli a politika és az udvari intrikák, ki akarja deríteni, mi történt valójában Arrynnal. Robert egy balesetben életét veszti, éppen akkor, amikor Ned felfedezi, hogy a király három gyermeke valójában Cersei királyné és ikertestvére, Jaime Lannister vérfertőző viszonyából származik. Mielőtt Ned félreállíthatná Cerseit és trónra segíthetné Robert testvérét, Stannist, a királyné felségárulással börtönbe veteti. Ned nyilvánosan beismeri „árulását”, hogy lányait megvédje Cersei haragjától, de a vallomás esetén kegyelmet ígérő Joffrey megszegi szavát és lefejezteti a férfit.
A hatodik évadban Bran Stark látomásaiban gyermekként feltűnik Ned (Sebastian Croft), testvéreivel, Lyannával és Benjennel együtt. Egy későbbi epizódban Bran szemtanúja lesz, ahogyan a fiatal Ned (Robert Aramayo) megküzd Ser Arthur Dayne-nel az Öröm tornyánál, hogy kiszabadítsa (tudomása szerint) elrabolt húgát, Lyannát. Az évad utolsó részében Bran végignézi Ned találkozását a haldokló Lyannával (Aisling Franciosi) a toronyban. Ned esküt tesz a lánynak, hogy megvédi annak Rhaegar Targaryentől fogant újszülött gyermekét, Havas Jont.

## Fordítás
- Ez a szócikk részben vagy egészben  a   Ned Stark című angol Wikipédia-szócikk fordításán alapul.  Az eredeti cikk szerkesztőit annak laptörténete sorolja fel. Ez a jelzés csupán a megfogalmazás eredetét és a szerzői jogokat jelzi, nem szolgál a cikkben szereplő információk forrásmegjelöléseként.